# Зерцало стран
Зерцало стран (Мират уль-Мемалик) — литературное произведение, написанное османским адмиралом Сейди Али-реис, и повествующее о его путешествиях по странам Южной Азии, Центральной Азии и Среднего Востока. Книга считается одной из первых книг-путешествий турецкой литературы и была написана на ныне мёртвом чагатайском языке, прародителе узбекского и уйгурского языков.

## История
В 1554 году османский адмирал Сейди Али-реис был отправлен Сулейманом Великолепным на битву с португальцами в Индийском океане. Потерпев кораблекрушение, он прошел путь из Индии на родину, в Стамбул, посетив по пути ряд арабских стран. Повествование о своих путешествиях он и изложил в 1557 году в книге, назвав её «Зерцало Стран».